# Должная осмотрительность
Должная осмотрительность — данное понятие введено постановлением Пленума ВАС РФ от 12.10.2006 N 53, однако точное определение понятия в нём отсутствует. На основе обобщения имеющейся в открытых источниках информации, под должной осмотрительностью понимается принятие комплекса мер и действий, направленных на получение необходимой и достоверной информации о потенциальном контрагенте. Проявление должной осмотрительности предполагает проведение всесторонней проверки контрагента. ФНС России активно использует понятие проявления должной осмотрительности для оспаривания обоснованности вычета по НДС, а также правомерности включения налогоплательщиками определенных расходов в состав затрат при расчете налога на прибыль если в цепочке платежей присутствуют фирмы-однодневки.

## Чаще всего осмотрительность признается ненадлежащей при работе с контрагентом, когда
- контрагент не зарегистрирован в ЕГРЮЛ/ЕГРИП или имеются нарушения при регистрации;
- контрагент является действующим, однако первичные документы оформлены с нарушениями;
- отсутствует информация об адресе места нахождения контрагента, а адрес его регистрации является «массовым»;
- отсутствуют документальные подтверждения полномочий руководителя либо его представителя, подписывающих документы от лица контрагента;
- налогоплательщик не удостоверился в личности руководителя контрагента либо его представителей;
- отсутствуют сведения о приобретении/производстве контрагентом товаров для последующей реализации, то есть осуществляется движение только денежных потоков, а товарные потоки отсутствуют;
- у контрагента отсутствуют производственные и (или) торговые площади, собственные или арендованные недвижимость, оборудование, транспорт, сотрудники.

И это не полный список возможных обстоятельств.
Неблагоприятные последствия недостаточной осмотрительности при заключении сделок в предпринимательской деятельности ложатся на лицо, заключившее такие сделки. При этом проверка только государственной регистрации контрагента и его постановки на учёт в налоговом органе недостаточны и не признаются налоговой службой и судами проявлением налогоплательщиком должной осмотрительности.